# Bailey Nunatak
Bailey Nunatak är en nunatak i Antarktis. Den ligger i Västantarktis. Inget land gör anspråk på området. Toppen på Bailey Nunatak är 1 010 meter över havet, eller 234 meter över den omgivande terrängen. Bredden vid basen är 10,2 km.
Terrängen runt Bailey Nunatak är kuperad åt nordväst, men åt sydost är den platt. Trakten är obefolkad. Det finns inga samhällen i närheten.